# الطفل الراقص
الطفل الراقص هي رسمة حاسوبية لطفل يؤدي رقصة.
أصبح المقطع ظاهرة ميم في الولايات المتحدة,صدر المقطع في أوائل التسعينات القرن الماضي .

## أصل
سافر مايكل جيرارد، الذي عمل في راجراتس وعائلة سيمبسون، من هولندا إلى كاليفورنيا بالولايات المتحدة في عام 1993 مع زوجته سوزان أمكراوت. وهناك، بدأ الزوجان شركة Unreal Pictures Inc. وبدأ الفريق مشروع الرسوم المتحركة "Biped" من خلال تطوير ملفات رسوم متحركة ثلاثية الأبعاد. سيتم إصدار العينات في Character Studio، وهو مكون إضافي لتطبيق Autodesk 3ds Max (المعروف باسم "3D Studio Max" في ذلك الوقت) من قسم Autodesk، Kinetix.
تم تعيين روبرت لوري، الذي كان يتولى الرسوم المتحركة في Rhythm and Hues Studios، من قبل الشركة وأُمر بعمل المزيد من العينات. بدأ لوري في تغيير تصميم الرقصات لهيكل عظمي بالغ راقص صنعه الفريق (ملف "chacha.bip"). أضاف المزيد من حركات الرقص، مثل جعله "يعزف على الجيتار الهوائي لمدة ثانية وينحني ويهز كتفيه". بالنسبة للرسومات، كان لدى Unreal Pictures Inc. العديد من العروض التقديمية للمخلوقات التي يمكن تحريكها، بما في ذلك كائن فضائي وديناصور وطفل. تم شراء الطفل، الذي صنعه المصمم توني موريل، من قائمة Viewpoint DataLabs. قام عضو الفريق جون تشادويك، باستخدام برنامج Physique، بجعل نموذج الطفل يؤدي رقصة الهيكل العظمي. صرح أنه كان فكرته تحميل الرسوم المتحركة الراقصة على الطفل. أفادت Vulture، وهو موقع ويب للثقافة الشعبية مملوك لمجلة نيويورك، أن الرسوم المتحركة تم تطويرها أيضًا بواسطة بول بلومينك وجون هاتشينسون وآدم فيلت.
وكانت النتيجة ملفًا باسم "sk_baby.max". عرضت Kinetix عرضًا توضيحيًا للطفل الراقص في مؤتمر SIGGRAPH للرسومات الحاسوبية لعام 1995. تم إصدار Character Studio في أغسطس 1996. وفقًا لصحيفة نيويورك تايمز، تخلص جيرارد من الطفل الراقص، معتقدًا أنه "مزعج" لطبيعته الواقعية، على عكس رسوم ديزني المتحركة في ذلك الوقت.